# 1996年アトランタオリンピックの韓国選手団
1996年アトランタオリンピックの韓国選手団（1996ねんアトランタオリンピックのかんこくせんしゅだん）は、1996年7月19日から8月4日にかけてアメリカ合衆国のジョージア州アトランタで開催された1996年アトランタオリンピックの韓国選手団、およびその競技結果。

## 概要
今大会は金メダル7個、銀メダル15個、銅メダル5個の合計27個のメダルを獲得した。

## メダル
| メダル | 選手名        | 競技         | 種目           |
| ------ | ------------- | ------------ | -------------- |
| 金     | 全己盈        | 柔道         | 男子86kg以下級 |
| 金     | 曺敏仙        | 柔道         | 女子66kg以下級 |
| 金     | 方銖賢        | バドミントン | 女子シングルス |
| 金     | 金東文 吉永雅 | バドミントン | 混合ダブルス   |
| 銀     | 李鳳柱        | 陸上         | 男子マラソン   |
| 銀     | 郭大成        | 柔道         | 男子71kg以下級 |
| 銀     | 金岷秀        | 柔道         | 男子95kg以下級 |
| 銀     | 玄淑姫        | 柔道         | 女子52kg以下級 |
| 銀     | 鄭善溶        | 柔道         | 女子56kg以下級 |
| 銀     | 吉永雅 張恵玉 | バドミントン | 女子ダブルス   |
| 銀     | 朴柱奉 羅景民 | バドミントン | 混合ダブルス   |
| 銅     | 趙麟徹        | 柔道         | 男子78kg以下級 |
| 銅     | 鄭成淑        | 柔道         | 女子61kg以下級 |